# Dihidroxiacetona
La dihidroxiacetona (també coneguda com a DHA) és un carbohidrat senzill compost per 3 àtoms de carboni, utilitzat com a ingredient en productes cosmètics pel bronzejat. Se sol obtenir a partir de plantes com la remolatxa o la canya de sucre, per fermentació de la glicerina.

## Química
La DHA és un monosacàrid pertanyent al grup de les cetoses i dintre d'aquest, al de les trioses. La seva fórmula química és C₃H₆O₃. El seu aspecte és d'un pols higroscòpic cristal·lí de color blanc. Té un sabor dolç i una olor característica. És la més simple de totes les cetoses possibles, ja que, al tenir només 3 carbonis, no posseeix quiralitat i és l'única sense activitat òptica. El seu estat d'agregació normal correspon amb un dímer, el qual es pot solubilitzar lentament dissolent-lo en una part d'aigua i 15 d'etanol. En canvi, la fórmula monomèrica és molt soluble en aigua, etanol, èter etílic i acetona.
La LDH pot ser sintetitzada de forma artificial duent a terme una oxidació suau de glicerol, acompanyada de gliceraldehid, amb algun agent antioxidant com per exemple peròxid d'hidrogen i una sal ferrosa que actuï com catalitzador.

## Biologia
La forma fosforilada de la DHA, la dihidroxiacetona fosfat (DHAP), és un important intermediari del metabolisme de la glucòlisi en la cèl·lula. Quan la DHA és combinada amb piruvat s'obté un suplement nutricional molt sol·licitat pels esportistes, ja que pres per via oral potencia la biodegradació dels lípids i incrementa la massa muscular.

## Usos
La DHA fou descrita inicialment en la dècada de 1920 com un agent bronzejador de la pell, per científics alemanys. Es pot observar que, mitjançant irradiació amb raigs X, la DHA causava el bronzejat de la pell. En aquell moment es va produir la Segona Guerra Mundial, amb el que totes les investigacions científiques van quedar paralitzades per centrar tot l'esforç en projectes relacionats amb la guerra.
En la dècada de 1950, Eva Wittgenstein de la Universitat de Cincinnati va reprendre les investigacions relacionades amb la DHA. Els seus estudis proposaven l'ús de la DHA com a fàrmac oral per a nens que patissin glucogenosi, una malaltia relacionada amb trastorns en el metabolisme del glucogen. Els nens rebien durant el tractament elevades dosis de DHA per via oral que, ocasionalment, podien vessar-se sobre la seva pell. El personal mèdic va poder notar que aquelles zones de la pell que havien estat en contacte amb la DHA es tornaven fosques (es bronzejaven) a les poques hores de l'exposició. Eva Wittgenstein va continuar els seus estudis únicament amb aquesta substància, provant solucions de DHA líquid en la seva pròpia pell i demostrant d'aquesta forma l'efecte pigmentari observat en els nens amb glucogenosi. També va poder demostrar que la DHA no penetrava més enllà de l'estrat corni de la pell, és a dir, de la capa de cèl·lules mortes de la pell.
Estudis posteriors han analitzat l'efecte bronzejador de la DHA sobre la pell en relació amb el tractament que reben els pacients que sofreixen vitílag. L'efecte bronzejador de la DHA sobre la pell ha demostrat no ser tòxic i similar a la reacció de Maillard, descrita en 1912 per Louis Camille Maillard, i utilitzada àmpliament en la indústria alimentària. A nivell molecular la DHA reacciona amb els residus d'aminoàcids que formen part de les proteïnes contingudes en la capa de queratina de la superfície de la pell. Diversos aminoàcids presenten la capacitat de reaccionar de formes diferents amb la DHA, generant així diferents tonalitats de color des del groc al marró. Els pigments resultants són denominats melanoïdines, que són similars en color a la melanina, la substància natural que existeix en capes més profundes de la pell, tornant-la bronzejada quan és exposada a raigs UV.

## Vinicultura
Tant el bacteri Acetobacter aceti com el Gluconobacter oxydans utilitzen glicerol com a font de carboni per a formar DHA. A nivell metabòlic, aquesta DHA és formada mitjançant cetogènesi de glicerol en DHA. Això pot afectar la qualitat del sabor del vi donant-li un sabor més dolç. La DHA pot reaccionar amb la prolina creant així una aroma semblant a l'olor de la terra.
A més, la DHA pot afectar també l'activitat antimicrobiana en el vi, a causa de la seva capacitat d'unir radicals SO₂.

## Bronzejadors artificials
Coppertone va introduir en el mercat la primera loció autobronzejadora (o bronzejador artificial) en la dècada de 1960. Aquest producte va ser cridat "Quick Tan" o "QT" (de l'anglès "bronzejat ràpid"). Va ser venut com a agent bronzejador nocturn i, ràpidament, altres companyies van començar a produir i vendre productes similars. Al cap del temps, els consumidors van començar a cansar-se d'aquests productes a causa dels desagradables resultats obtinguts en certs casos, com palmells de les mans taronges o zones del cos tacades amb diferents intensitats de color. A causa d'aquesta experiència amb el QT, molta gent avui dia segueix associant els bronzejadors artificials amb els bronzejats taronges. En la dècada de 1970 la FDA (Food and Drug Administration) va afegir la DHA a la llista d'ingredients cosmètics aprovats de forma permanent.
Cap a 1980, van aparèixer en el mercat noves fórmules de locions autobronzejadores, molt més refinades, que produïen un color de pell molt més natural. Els consumidors, conscients dels perills de sotmetre's a radiació UV per a bronzejar-se, van donar molt bona acollida a aquests productes, amb el que la seva producció i les seves vendes es van disparar. En l'actualitat, la DHA és el principal component actiu en tots els productes de caràcter autobronzejador. Pot ser utilitzada sola o en combinació amb altres components bronzejadors com la eritrulosa. La DHA és considerada l'additiu autobronzejador més efectiu conegut fins a la data. Els productes autobronzejadors contenen DHA en un rang de concentracions de l'1% al 15%. La majoria d'ells es troben entre el 3% i el 5%, però els més professionals es mouen entre el 5% i el 15%. Aquests percentatges es corresponen amb els nivells de coloració des de més clar a més foscos. Els productes més clars, amb menor percentatge de DHA, podrien requerir diverses capes de producte per a obtenir la tonalitat desitjada. Els productes més foscos, amb major percentatge de DHA, generen un color fosc amb una única aplicació, però també són més proclius a crear taques i tonalitats desiguals. El bronzejat artificial triga de 2 a 4 hores a començar a aparèixer en la superfície de la pell, la qual continuarà enfosquint durant les pròximes 24-72 hores, depenent del tipus de producte.
Una vegada que s'ha produït el bronzejat, aquest no podrà ser eliminat ni suant, ni rentant-se amb aigua i sabó. S'anirà esvaint de forma gradual al llarg dels següents 3-10 dies des de la seva aplicació, seguint el procés normal d'exfoliació de la pell. Qualsevol procés que contribueixi a l'exfoliació de la capa de cèl·lules mortes de la pell, com una exfoliació artificial, immersions perllongades en l'aigua o suar durant perllongats espais de temps, comportarà un aclariment del bronzejat, ja que és en la capa de cèl·lules mortes on té lloc el procés de tinció promogut per la DHA. Actualment, els autobronzejadors es venen en diferents versions, com esprais, locions, gels, mousses i tovalloletes cosmètiques. La DHA no danya la pell, ja que no penetra en ella, i és considerat tant un agent bronzejador segur, com un excel·lent suplement nutricional. Els casos de dermatitis per contacte provocats per DHA són extremadament estranys, encara que certs estudis han demostrat casos de dermatitis severa en gossos sense pèl mexicans. La majoria dels casos de sensibilitat solen ser deguts a algun altre dels components existents en el producte, com certs conservants, extractes de plantes, colorants o aromatitzants. Els autobronzejadors basats en DHA han estat recomanats per la Fundació de Càncer de Pell, l'Associació de l'Acadèmia Americana de Dermatologia, l'Associació Canadenca de Dermatologia i l'Associació Americana de Medicina.

## Suplement nutricional
Quan es combina amb el piruvat, la DHA, és venuda com a suplement atlètic, ja que presenta molt interès perquè proporciona un increment de la massa muscular.

## Consideracions sobre la DHA
Durant les 24 hores posteriors a l'aplicació d'un autobronzejador, la pell és especialment susceptible a sofrir danys per la llum solar, tal com va quedar palès en l'estudi dels laboratoris Gematria Test Lab (Berlín) i liderat per Katinka Jung en 2007. En aquest estudi els científics van tractar mostres de pell amb DHA i les van exposar al Sol. Passats 40 minuts des de l'aplicació, van poder trobar més d'un 180% de radicals lliures addicionals en aquelles pells que havien rebut el tractament de DHA, en comparació de les pells no tractades. La eritrulosa, un altre autobronzejador, ha demostrat produir un efecte similar al de la DHA. Després d'aplicar-se un autobronzejador, s'hauria d'evitar exposicions llargues o excessives al Sol, almenys durant les 24 hores següents a l'aplicació. Existeixen cremes antioxidants que podrien minimitzar la producció d'aquests radicals lliures. Encara que alguns autobronzejadors contenen filtres solars, el seu efecte no dura massa temps després de la seva aplicació. L'estudi de Jung et al. va confirmar els resultats preliminars en els quals es proposava que la DHA en combinació amb dimetil isosorbide potencia el procés de bronzejat. Aquest estudi també va trobar que la DHA podia tenir certs efectes nocius en els aminoàcids i els àcids nucleics, la qual cosa no era gaire recomanable per a la pell.